# Vivian Cheruiyot
Vivian Jepkemoi Cheruiyot (ur. 11 września 1983 w dystrykcie Keiyo) – kenijska lekkoatletka specjalizująca się w biegach długodystansowych. Mistrzyni i wicemistrzyni olimpijska z Rio de Janeiro, srebrna i brązowa medalistka olimpijska z Londynu, uczestniczka igrzysk olimpijskich w Sydney i Pekinie. Czterokrotna mistrzyni świata (w tym dwukrotna złota medalistka z Daegu), halowa wicemistrzyni świata, mistrzyni Afryki, medalistka igrzysk Wspólnoty Narodów oraz igrzysk afrykańskich. Medalistka mistrzostw świata w kategoriach wiekowych U18 i U20. Wielokrotna złota medalistka mistrzostw globu w biegach przełajowych.

## Przebieg kariery
W 1998 zadebiutowała w międzynarodowych zmaganiach, biorąc udział w rozgrywanych w Marrakeszu mistrzostwach świata w biegach przełajowych. W wyścigu juniorów indywidualnie zajęła 5. miejsce, a ekipa kenijska z jej udziałem sięgnęła po srebrny medal. Rok później na tej samej imprezie wywalczyła dwa srebrne medale w konkurencji rajdu juniorów (indywidualnie i drużynowo). Uczestniczyła w mistrzostwach świata U18 w Bydgoszczy, na których otrzymała brązowy medal w konkurencji biegu na 3000 m, jak również na igrzyskach afrykańskich w Johannesburgu, gdzie zdobyła brązowy medal w konkurencji biegu na 5000 m.
W wieku siedemnastu lat zaliczyła debiut na igrzyskach olimpijskich. W konkurencji biegu na 5000 m awansowała do fazy finałowej, zajmując przedostatnie 14. miejsce z czasem 15:33,66 i wyprzedzając jedynie Jugosłowiankę Oliverę Jevtić (która startu finałowego nie ukończyła).
W 2001 roku otrzymała tytuł mistrzyni juniorów Afryki w konkurencji biegu na 5000 m, w tejże konkurencji wywalczyła też brązowy medal mistrzostw świata U20. W 2007 roku brała udział w mistrzostwach świata seniorów, w konkurencji biegu na 5000 m otrzymała srebrny medal.
W ramach letnich igrzysk olimpijskich w Pekinie, tak jak osiem lat wcześniej, również wystąpiła wyłącznie w konkurencji biegu na 5000 m. W finale zajęła 5. miejsce z rezultatem czasowym 15:46,32. Jednak po dyskwalifikacji za doping reprezentantki Turcji Elvan Abeylegesse, kenijską lekkoatletkę przesunięto o jedno miejsce wyżej.
W 2009 roku została mistrzynią świata w konkurencji biegu na 5000 m, rok później zaś między innymi otrzymała srebrny medal halowych mistrzostw globu w konkurencji biegu na 3000 m i została złotą medalistką igrzysk Wspólnoty Narodów w konkurencji biegu na dystansie 5000 m. Bardzo udane dla Kenijki były również lekkoatletyczne mistrzostwa świata w Daegu, w ich ramach startowała w konkurencjach biegowych na 5000 oraz 10 000 m – w obu konkurencjach zdobyła tytuł mistrzowski. Trzykrotnie była zwyciężczynią łącznej punktacji Diamentowej Ligi w biegu na 5000 m – w 2010, 2011 oraz 2012 roku.
W trzecim starcie olimpijskim, który miał miejsce w Londynie, wywalczyła dwa krążki. W konkurencji biegu na 5000 m zdobyła srebrny medal, w finale zajmując 2. miejsce z czasem 15:04,73 i o 0,48 sekundy przegrywając z Etiopką Meseret Defar; natomiast finał konkursu biegu na 10 000 m ukończyła na 3. miejscu z czasem 30:30,44 – tym samym zdobyła brązowy medal i przegrała z Etiopką Tirunesh Dibabą oraz swą rodaczką Sally Kipyego.
Nie brała udziału w mistrzostwach świata w Moskwie z powodu ciąży. Na rozgrywanych w Pekinie mistrzostwach świata zdobyła czwarty tytuł mistrzowski, zwyciężając w finale konkursu biegu na 10 000 m. Brała udział w rozgrywanych w Rio de Janeiro igrzyskach olimpijskich, na których zdobyła kolejne dwa medale – złoto w konkurencji biegu na 5000 m (uzyskanym w finale wynikiem 14:26,17 ustanowiła nowy rekord olimpijski) oraz srebro w konkurencji biegu na 10 000 m (w finale konkursu uzyskała czas 29:32,53 będący nowym rekordem kraju, przegrywając przy tym tylko z Etiopką Almaz Ayaną).

## Osiągnięcia
| Rok     | Zawody                                    | Miasto         | Miejsce | Konkurencja                     | Wynik    |
| ------- | ----------------------------------------- | -------------- | ------- | ------------------------------- | -------- |
| 1998    | Mistrzostwa świata w biegach przełajowych | Marrakesz      | 5.      | wyścig juniorów, ind.           | 19:47    |
| 1998    | Mistrzostwa świata w biegach przełajowych | Marrakesz      | srebro  | wyścig juniorów, druż.          | 20       |
| 1999    | Mistrzostwa świata w biegach przełajowych | Belfast        | srebro  | wyścig juniorów, ind.           | 21:37    |
| 1999    | Mistrzostwa świata w biegach przełajowych | Belfast        | srebro  | wyścig juniorów, druż.          | 31       |
| 1999    | Mistrzostwa świata juniorów młodszych     | Bydgoszcz      | brąz    | bieg na 3000 m                  | 9:04,42  |
| 1999    | Igrzyska afrykańskie                      | Johannesburg   | brąz    | bieg na 5000 m                  | 15:42,79 |
| 2000    | Mistrzostwa świata w biegach przełajowych | Vilamoura      | złoto   | wyścig juniorów, ind.           | 20:34    |
| 2000    | Mistrzostwa świata w biegach przełajowych | Vilamoura      | złoto   | wyścig juniorów, druż.          | 12       |
| 2000    | Igrzyska olimpijskie                      | Sydney         | 14.     | bieg na 5000 m                  | 15:33,66 |
| 2001    | Mistrzostwa świata w biegach przełajowych | Ostenda        | 4.      | wyścig juniorów, ind.           | 22:06    |
| 2001    | Mistrzostwa świata w biegach przełajowych | Ostenda        | srebro  | wyścig juniorów, druż.          | 20       |
| 2001    | Mistrzostwa Afryki juniorów               | Réduit         | złoto   | bieg na 5000 m                  | 16:19,54 |
| 2002    | Mistrzostwa świata w biegach przełajowych | Dublin         | brąz    | wyścig juniorów, ind.           | 20:22    |
| 2002    | Mistrzostwa świata w biegach przełajowych | Dublin         | złoto   | wyścig juniorów, druż.          | 13       |
| 2002    | Mistrzostwa świata juniorów               | Kingston       | brąz    | bieg na 5000 m                  | 15:56,04 |
| 2004    | Mistrzostwa świata w biegach przełajowych | Bruksela       | 8.      | seniorzy, krótki dystans, ind.  | 13:23    |
| 2004    | Mistrzostwa świata w biegach przełajowych | Bruksela       | srebro  | seniorzy, krótki dystans, druż. | 21       |
| 2006    | Mistrzostwa świata w biegach przełajowych | Fukuoka        | 8.      | seniorzy, krótki dystans, ind.  | 13:10    |
| 2006    | Mistrzostwa świata w biegach przełajowych | Fukuoka        | srebro  | seniorzy, krótki dystans, druż. | 26       |
| 2006    | Światowy Finał IAAF                       | Stuttgart      | brąz    | bieg na 3000 m                  | 8:38,86  |
| 2007    | Mistrzostwa świata w biegach przełajowych | Mombasa        | 8.      | seniorzy, krótki dystans, ind.  | 28:10    |
| 2007    | Mistrzostwa świata w biegach przełajowych | Mombasa        | srebro  | seniorzy, krótki dystans, druż. | 26       |
| 2007    | Mistrzostwa świata                        | Osaka          | srebro  | bieg na 5000 m                  | 14:58,50 |
| 2007    | Światowy Finał IAAF                       | Stuttgart      | srebro  | bieg na 3000 m                  | 8:28,66  |
| 2007    | Światowy Finał IAAF                       | Stuttgart      | złoto   | bieg na 5000 m                  | 14:56,94 |
| 2008    | Igrzyska olimpijskie                      | Pekin          | 4.      | bieg na 5000 m                  | 15:46,32 |
| 2008    | Światowy Finał IAAF                       | Stuttgart      | srebro  | bieg na 3000 m                  | 8:44,64  |
| 2008    | Światowy Finał IAAF                       | Stuttgart      | srebro  | bieg na 5000 m                  | 14:54,60 |
| 2009    | Mistrzostwa świata                        | Berlin         | złoto   | bieg na 5000 m                  | 14:57,97 |
| 2009    | Światowy Finał IAAF                       | Saloniki       | srebro  | bieg na 3000 m                  | 8:30,61  |
| 2009    | Światowy Finał IAAF                       | Saloniki       | brąz    | bieg na 5000 m                  | 15:26,21 |
| 2010    | Halowe mistrzostwa świata                 | Doha           | srebro  | bieg na 3000 m                  | 8:51,85  |
| 2010    | Mistrzostwa Afryki                        | Nairobi        | złoto   | bieg na 5000 m                  | 16:18,72 |
| 2010    | Puchar Interkontynentalny                 | Split          | złoto   | bieg na 5000 m                  | 16:05,74 |
| 2010    | Igrzyska Wspólnoty Narodów                | Nowe Delhi     | złoto   | bieg na 5000 m                  | 15:55,12 |
| 2011    | Mistrzostwa świata w biegach przełajowych | Punta Umbría   | złoto   | seniorzy, krótki dystans, ind.  | 24:58    |
| 2011    | Mistrzostwa świata w biegach przełajowych | Punta Umbría   | złoto   | seniorzy, krótki dystans, druż. | 15       |
| 2011    | Mistrzostwa świata                        | Daegu          | złoto   | bieg na 5000 m                  | 14:55,36 |
| 2011    | Mistrzostwa świata                        | Daegu          | złoto   | bieg na 10 000 m                | 30:48,98 |
| 2012    | Igrzyska olimpijskie                      | Londyn         | srebro  | bieg na 5000 m                  | 15:04,73 |
| 2012    | Igrzyska olimpijskie                      | Londyn         | brąz    | bieg na 10 000 m                | 30:30,44 |
| 2015    | Mistrzostwa świata                        | Pekin          | złoto   | bieg na 10 000 m                | 31:41,31 |
| 2016    | Igrzyska olimpijskie                      | Rio de Janeiro | złoto   | bieg na 5000 m                  | 14;26,17 |
| 2016    | Igrzyska olimpijskie                      | Rio de Janeiro | srebro  | bieg na 10 000 m                | 29:32,53 |
| Źródło: |                                           |                |         |                                 |          |

## Rekordy życiowe
- bieg na 1500 m – 4:06,6h (18 maja 2012, Nairobi)
- bieg na 2000 m – 5:31,52 (7 czerwca 2009, Eugene)
- bieg na 3000 m – 8:28,66 (23 września 2007, Stuttgart)
- bieg na 5000 m – 14:20,87 (29 lipca 2011, Sztokholm)
- bieg na 10 000 m – 29:32,53 (12 sierpnia 2016, Rio de Janeiro)
- chód na 10 km – 30:47 (26 lutego 2012, San Juan)
- półmaraton – 1:06:34 (17 marca 2019, Lizbona)
- maraton – 2:18:31 (22 kwietnia 2018, Londyn)

Halowe
- bieg na 3000 m – 8:30,53 (21 lutego 2009, Birmingham)

Źródło: 

## Odznaczenia i wyróżnienia
- Order Wielkiego Wojownika (2009, Kenia)[11]
- Sportsmenka roku w plebiscycie Laureus World Sports Awards (2012)[12]